# Jacques Bellenger
Pour les articles homonymes, voir Bellenger.
Ne doit pas être confondu avec Jacques Bellanger, sénateur des Yvelines.
Jacques Bellenger (né le 25 décembre 1927 à Amiens et mort à Epagny Metz-Tessy le 24 octobre 2020) est un coureur cycliste français. Spécialisé en vitesse sur piste, il a été sept fois champion de France entre 1948 et 1955 et deuxième du championnat du monde chez les amateurs en 1949 et chez les professionnels en 1951.

## Biographie
Jeune routier caennais, Jacques Bellanger rencontre les coureurs du VC I2e, sur le vélodrome de Saint-Pierre-sur-Dives. Son ambition est de courir à la Cipale. Bellenger fait connaissance avec le ciment de Vincennes d'une manière brutale mais la spectaculaire cabriole dont il est victime ce jour la ne l'écœure pas de la piste. Bellenger devient le pensionnaire du VC 12e . En 1948 il forme avec René Faye et Émile Lognay l’équipe première de ce club. 

## Palmarès

### Jeux olympiques
- Londres 1948
  - Éliminé au deuxième tour de la vitesse

### Championnats du monde
- Ordrup 1949
  -  Médaillé d'argent de la vitesse amateurs
- Milan 1951
  -  Médaillé d'argent de la vitesse professionnels

### Championnats nationaux
- Champion de France de vitesse amateurs : 1948, 1949
- Champion de France de vitesse professionnels : 1950, 1951, 1953, 1954, 1955

### Autres compétitions
- 1954
  - 3e du Prix du Salon (avec Paul Matteoli)
- 1956
  - 2e du championnat d'Europe d'omnium
- 1957
  - Prix Dupré-Lapize (avec Pierre Brun)
- 1959
  - 2e des Six Jours de Buenos Aires (avec Bernard Bouvard)